# Olle Steinholtz
Lars Olov "Olle" Bernhard Steinholtz, född 5 september 1948 i Stockholm, är en svensk jazzmusiker (basist). Han är sedan 1987 gift med Elise Einarsdotter.
Steinholtz, som är son till trävaruhandlaren Anders Steinholtz, är självlärd som musiker. Han har spelat med bland annat Egba, Tintomara, Nils Sandströms Sextett, Steve Dobrogosz Quartet och Elise Einarsdotter Ensemble. I oktober 1999 tilldelades han Laila och Charles Gavatins stiftelses för jazzmusik stora stipendium. 